# Dekanat Alberta
Dekanat Alberta – jeden z sześciu dekanatów archidiecezji Kanady Kościoła Prawosławnego w Ameryce.
Na terytorium dekanatu znajdują się następujące parafie:
- Parafia Świętych Piotra i Pawła w Bonnyville
- Parafia św. Piotra Aleuta w Calgary
- Parafia Świętych Piotra i Pawła w Chahor
- Parafia św. Mikołaja w Desjarlais
- Parafia Świętych Piotra i Pawła w Dickie Bush
- Parafia Trójcy Świętej w Edmonton
- Parafia św. Hermana z Alaski w Edmonton
- Parafia św. Jana Chrzciciela w Farusy
- Parafia Narodzenia Matki Bożej w Kysylew
- Parafia Wszystkich Świętych w Meadow Lake
- Parafia Przemienienia Pańskiego w North Bank
- Parafia św. Eliasza w Pakan District
- Parafia św. Michała w Peno
- Parafia św. Michała Archanioła w Sachavie
- Parafia św. Dymitra Sołuńskiego w Serediaky
- Parafia Zaśnięcia Matki Bożej w Shandro
- Parafia Trójcy Świętej w Smoky Lake
- Parafia Przemienienia Pańskiego w Star
- Parafia Trójcy Świętej w Starym Wostoku
- Parafia Trójcy Świętej w Sunland
- Parafia św. Mikołaja w Tofield
- Parafia św. Jana Chrzciciela w Wahstao
- Parafia Wniebowstąpienia Pańskiego w Wasel
- Parafia św. Mikołaja w Wostok-Bukovinie

Ponadto na terenie dekanatu działają dwie placówki misyjne: św. Filipa Apostoła w Grande Prairie i św. Atanazego w Sherwood Park oraz dwa skity: św. Eliasza Proroka w Dickie Bush i Opieki Matki Bożej w Edmonton.